# Hana Fukárková
Hana Fukárková (7 februari 1964) is een voormalig tennisspeelster uit Tsjecho-Slowakije.
In 1982 stond Fukárková met Helena Suková in de halve finale meisjesdubbelspel van Wimbledon. In 1984 en 1987 plaatste zij zich in het enkelspel voor Roland Garros, maar zij kwam niet verder dan de eerste ronde. In het dubbelspel bereikte zij op Roland Garros van 1986 de tweede ronde, samen met Jana Novotná.
Na haar actieve carrière verhuisde Fukárková naar Salzburg, waar ze als tenniscoach werkt.

## Resultaten grandslamtoernooien
| Legenda | Legenda                          |
| ------- | -------------------------------- |
| g.t.    | geen toernooi gehouden           |
| l.c.    | lagere categorie                 |
| –       | niet deelgenomen                 |
| G       | uitgeschakeld in de groepsfase   |
| 1R      | uitgeschakeld in de eerste ronde |
| 2R      | uitgeschakeld in de tweede ronde |
| 3R      | uitgeschakeld in de derde ronde  |
| 4R      | uitgeschakeld in de vierde ronde |
| KF      | uitgeschakeld in de kwartfinale  |
| HF      | uitgeschakeld in de halve finale |
| F       | de finale verloren               |
| W       | het toernooi gewonnen            |
| w-v     | winst/verlies-balans             |

### Enkelspel
| toernooi        | 1984 |    | 1987 |
| --------------- | ---- | -- | ---- |
| Australian Open | –    | –  |      |
| Roland Garros   | 1R   | 1R |      |
| Wimbledon       | –    | –  |      |
| US Open         | –    | –  |      |

### Vrouwendubbelspel
| toernooi        | 1986 | 1987 |
| --------------- | ---- | ---- |
| Australian Open | g.t. | –    |
| Roland Garros   | 2R   | 1R   |
| Wimbledon       | –    | –    |
| US Open         | –    | –    |